# سالفا أركو
سالفا أركو (بالإسبانية: Salva Arco)‏ مواليد 25 أكتوبر 1984، هو لاعب كرة سلة إسباني بدأ مسيرته الاحترافية في سنة 2001 ويحمل الرقم 14. يبلغ طوله 6 قدم 5 بوصة (2.0 م).

## روابط خارجية
- سالفا أركو على موقع الدوري الأوروبي لكرة السلة (الإنجليزية)
- سالفا أركو على موقع الدوري الإسباني لكرة السلة (الإسبانية)
- سالفا أركو على موقع كرة السلة الأوروبية.كوم (الإنجليزية)
- سالفا أركو على موقع ريلجم (الإنجليزية)
- سالفا أركو على موقع بروبوليرز (الإنجليزية)
- سالفا أركو على موقع سبورتس رفرنس (الإنجليزية)